# Dyschlorodes hepatias
Dyschlorodes hepatias är en fjärilsart som beskrevs av Claude Herbulot 1966. Dyschlorodes hepatias ingår i släktet Dyschlorodes och familjen mätare. Inga underarter finns listade i Catalogue of Life.